# Maria Teresa Agnesi Pinottini
Maria Teresa Agnesi Pinottini ([maˈriːa teˈreːza aɲˈɲeːzi pinotˈtiːni]), född 1720, död 1795, var en italiensk kompositör. Hon var sångerska och harpist, men är främst känd för sina kompositioner. Hon skrev både opera och musik för klaviatur. 